# Gabriela Guimarães
Gabriela Braga Guimarães („Gabi“, * 19. Mai 1994 in Belo Horizonte, Minas Gerais) ist eine brasilianische Volleyballspielerin.

## Karriere
Guimarães nahm mit der brasilianischen Nationalmannschaft zwischen 2016 und 2024 dreimal an Olympischen Spielen teil und gewann dabei 2021 in Tokio die Silbermedaille sowie 2024 in Paris die Bronzemedaille. Außerdem wurde sie 2022 Vizeweltmeisterin sowie 2014 WM-Dritte und siegte 2013, 2014 sowie 2016 beim Volleyball World Grand Prix. Zusätzlich gewann sie viermal die Südamerikameisterschaft.
Während ihrer langen Karriere spielte die Außenangreiferin bis 2019 bei den brasilianischen Spitzenvereinen Rio de Janeiro VC und Minas Tênis Clube, mit denen sie zahlreiche nationale Meisterschaften sowie einige Südamerikameisterschaften gewann. Von 2019 bis 2024 war sie beim türkischen Spitzenverein VakıfBank Istanbul aktiv. Hier wurde sie mehrfach nationale Meisterin und Pokalsiegerin und außerdem 2021 Klub-Weltmeisterin sowie 2022 und 2023 Siegerin der europäischen Champions League. 2024 wechselte Guimarães zum italienischen Meister Imoco Volley Conegliano.
Guimarães wurde bei verschiedenen nationalen und internationalen Wettbewerben vielfach individuell ausgezeichnet („Wertvollste Spielerin“ (MVP), „Beste Außenangreiferin“).